# Lago Caburgua
O Lago Caburgua (da palavra Mapudungun Kafurn we significando lugar escavado com colher) localiza-se 23 km a nordeste de Pucón, na província de Cautín, Região da Araucanía, no Chile, a noroeste do Lago Villarrica.